# Bernhard Eckerstorfer
Bernhard Andreas Eckerstorfer OSB (* 1971 in Linz als Andreas Eckerstorfer) ist ein österreichischer römisch-katholischer Ordensgeistlicher, Theologe und Abt des Stiftes Kremsmünster.

## Leben
Andreas Eckerstorfer wurde als zweites von drei Kindern von Brigitte und Walter Eckerstorfer geboren. Sein Vater ist als Jurist bei der Bauernversicherung tätig. Aufgewachsen am Linzer Froschberg, besuchte er später das diözesane Adalbert-Stifter-Gymnasium. Dort weckte sein Religionslehrer seine Begeisterung für die Theologie.
Nach der Matura studierte Eckerstorfer Lehramt für Religion, Philosophie und Geographie in Salzburg und Wien und absolvierte anschließend ein zweijähriges theologisches Masterstudium am Mount Angel Seminary College in Oregon. 1999 wurde er an der Universität Salzburg mit einer Dissertation über den nordamerikanischen protestantischen Theologen und Konzilsbeobachter George Lindbeck zum Dr. theol. promoviert. Auf Empfehlung seines geistlichen Begleiters Josef Maureder, leistete er seinen Zivildienst in der Obdachlosenbetreuung bei der Linzer Caritas, was ihm bei der Entscheidung, Mönch zu werden, half.
Im Jahr 2000 trat Eckerstorfer mit 29 Jahren der Ordensgemeinschaft der Benediktiner im oberösterreichischen Stift Kremsmünster bei, wo er den Ordensnamen Bernhard annahm. Von 2001 bis 2003 war er als Postdoc in Sant’Anselmo in Rom tätig. 2004 wurde er vom Linzer Bischof Maximilian Aichern zum Diakon geweiht. Am 24. September 2005 empfing er die Priesterweihe durch Bischof Richard Weberberger, Benediktiner von Kremsmünster und Bischof von Barreiras/Brasilien. Er war im Stift Kremsmünster unter anderem Novizenmeister und Klerikermagister, Verantwortlicher für Berufungspastoral, Pressesprecher, Redaktionsmitglied der benediktinischen Zeitschrift Erbe und Auftrag sowie Gymnasiallehrer für Italienisch, Religion, Geographie und Wirtschaftskunde im Stiftsgymnasium Kremsmünster, darüber hinaus lehrte er ab 2013 Systematische Theologie an der Katholischen Universität Linz und ab 2014 Spirituelle Theologie an der Universität Salzburg. In Kremsmünster war er als Jugendseelsorger aktiv und initiierte Formate wie die Glaubensreihen „Treffpunkt Benedikt“ für Jugendliche und „Mehrwert Glaube“ für Erwachsene, organisierte „Tage der Stille“ sowie große Jugendtreffen zu Christkönig, begleitete Jugendliche zu den Weltjugendtagen und bot geistliche Unterstützung für junge Erwachsene.
Ab 2017 war Eckerstorfer Mitglied im wissenschaftlichen Beirat des Päpstlichen Athenaeums Sant’Anselmo in Rom; Ende Oktober 2019 verlieh ihm die Theologische Fakultät den Titel eines außerordentlichen Professors. Eckerstorfer wurde durch das Professorenkollegium von Sant’Anselm gewählt und von Abtprimas Gregory Polan, Großkanzler der Ordenshochschule am 16. Dezember 2019 für das Rektorenamt nominiert. Die Bildungskongregation bestätigte am 5. Dezember 2019 die Wahl für eine Amtszeit von vier Jahren.
Bernhard Eckerstorfer ist immer wieder für den ORF als Co-Kommentator bei Live-Übertragungen von Gottesdiensten mit Papst Franziskus im Einsatz.
Am 11. Juni 2022 wurde er zum Konsultor des Dikasteriums für den Gottesdienst und die Sakramentenordnung berufen. Im Dezember 2024 schrieb die Kleine Zeitung, dass Eckerstorfer Kandidat für die Nachfolge des Wiener Erzbischofs sei. Von offizieller kirchlicher Seite wies man die Meldung gegenüber der Tageszeitung Der Standard als Spekulation zurück.
Am 25. Jänner 2025 wählten ihn die Mönche von Kremsmünster für 12 Jahre zum Abt des Klosters. Er tritt die  Nachfolge von Ambros Ebhart an, der seit 2007 Abt  des Klosters war. Sein Wahlspruch lautet "Quaerere Deum" (Gott suchen). Das Wappen von Abt Bernhard zeigt einen trinkenden Hirsch, der das biblische Bild aus Psalm 42 aufgreift und für die Gottsuche sowie das Leben aus den Quellen der Taufe steht. Dieses Motiv entspricht seinem Primizspruch „Gott, du mein Gott, dich suche ich“ (Ps 63,2) und spiegelt die Regel des hl. Benedikt wider, in der das „Quaerere Deum“ entscheidend für die Berufung zum Mönchtum st.
Der Linzer Diözesanbischof Manfred Scheuer erteilte ihm am 30. März 2025 die Abtsbenediktion, bei der er ihm die Pontifikalien überreichte, die Äbte der Tradition entsprechend im Rahmen von feierlichen Gottesdiensten tragen.

## Schriften
- Kirche in der postmodernen Welt. Der Beitrag George Lindbecks zu einer neuen Verhältnisbestimmung, Tyrolia Verlag, Innsbruck-Wien 2001, ISBN 978-3-7022-2347-2.
- Unterwegs im Geist des Konzils: 10 Einblicke, Michaverlag, Pettenbach 2014, ISBN 978-3-902961-02-0.
- zusammen mit Ambros Ebhart: Stift Kremsmünster: Klösterliches Leben seit 777, Brandstätter Verlag, Wien 2017, ISBN 978-3-7106-0021-0.
- Kleine Schule des Loslassens. Mit den Weisheiten der Wüstenväter durch den Tag, Tyrolia Verlag, Innsbruck-Wien 2019, ISBN 978-3-7022-3737-0.
- Mönchtum der Zukunft, Interviews zum Ordensleben, EOS-Verlag, St. Ottilien 2020, ISBN 978-3-8306-8012-3.
- Momentaufnahmen. Gedanken und Begegnungen eines Benediktiners. Tyrolia Verlag, Innsbruck-Wien 2024, ISBN 978-3-7022-4130-8.